# Seznam ulic ve Velké Bíteši
Toto je seznam pojmenovaných ulic ve Velké Bíteši.
Pozn.: Pokud má tentýž název více úseků silnice, je zapsaná délka v metrech součtem jejich délek.
| Název              | Délka (m) | Obrázek | Popis |
| ------------------ | --------- | ------- | --- |
| Družstevní         | 499       |         | Několik ulic v severozápadní části Velké Bíteše, mezi ulicemi U Stadionu a Vlkovská. |
| Hrnčířská          | 327       |         | Jednosměrná ulice, vychází z Masarykova náměstí, končí na Kostelní ulici. |
| Hybešova           | 556       |         | Ulice patří k silnici II/395, která do Velké Bíteše vede z Košíkova. Byla pojmenována podle Josefa Hybeše. |
| Chobůtky           | 907       |         | Několik ulic na západě Velké Bíteše, vycházející z ulice Lánice, dvě z těchto ulic jsou jednosměrné. |
| Jihlavská          | 1 480     |         | Západní část Jihlavské ulice je součástí silnice II/602, východní část patří k silnici I/37. Na západě je příjezd z Nových Sadů. |
| K Mlýnům           | 548       |         | Ulice K Mlýnům vychází z ulice Tišnovská. Vede k Přednímu a Prostřednímu mlýnu. |
| Karlov             | 829       |         | Ulice Karlov je součástí silnice II/602, je zde příjezd od Přibyslavic. Na západ od potoka Bítýšky se název ulice mění na Růžová. |
| Kostelní           | 281       |         | Jednosměrná Kostelní ulice vede od ulice Tišnovské k ulici Lánice. Je pojmenována podle toho, že prochází kolem kostela svatého Jana Křtitele. |
| Kozí               | 141       |         | Jednosměrná Kozí ulice spojuje Růžovou ulici s ulicí Pod Hradbami. |
| Kpt. Jaroše        | 1 076     |         | Ulice Kpt. Jaroše je součástí silnice I/37, vede od jihu od nájezdu na dálnici D1 ke křižovatce s ulicemi Jihlavská a Pod Hradbami. Byla pojmenována po kapitánu Otakaru Jarošovi. |
| Krátká             | 120       |         | Slepá ulice Krátká vede z ulice Na Babinci k domům čp. 727, 728 a 729. |
| Lánice             | 1 393     |         | Ulice Lánice je pojmenována podle jednoho ze tří bývalých předměstí Velké Bíteše. Vede směrem od Krevlic, většina je součástí silnice I/37. |
| Lípová             | 339       |         | Ulice Lípová na jihu Velké Bíteše spojuje ulice Kpt. Jaroše a Hybešova. |
| Lomená             | 107       |         | Slepá ulice Lomená vychází z ulice Vlkovská, nachází se na severozápadě města, vede k domům čp. 711 a 712 |
| Luční              | 627       |         | Ulice Luční se nachází na severovýchodě Velké Bíteše, vychází z ulice Pod Babincem, jednou se kříží s ulicí Sadová a dvakrát s ulicí Na Babinci. |
| Malá Strana        | 247       |         | Ulice Malá Strana spojuje silnice I/37 a II/395 (ulice Kpt. Jaroše a Hybešova). Nachází se ve čtvrti Janovice na jihu Velké Bíteše. |
| Masarykovo náměstí | 241       |         | Masarykovo náměstí je hlavní náměstí ve středu Velké Bíteše, navazuje na ulice Lánice a Růžová. Bylo pojmenováno podle prvního československého prezidenta, Tomáše Garrigua Masaryka. |
| Na Babinci         | 424       |         | Ulice Na Babinci se nachází na východě Velké Bíteše, vychází s ulice Luční, s níž se ještě jednou kříží, dále se kříží s ulicemi Sadová, Krátká a Na Valech a končí jako slepá u rozestavěné budovy.                                                                                            |
| Na Dolině          | 175       |         | Slepá ulice Na Dolině vychází z ulice Vlkovská a vede k parkovišti u obchodního centra „Hradby“. |
| Na Sádkách         | 284       |         | Z velké části nezpevněná ulice Na Sádkách vychází z ulice Lípová, kříží se s ulicí Na Vyhlídce a končí na křižovatce s ulicí Strojní. |
| Na Valech          | 710       |         | Na Valech je název celkem tří ulic, které na sebe navazují. Jedna z nich začíná u náměstí Osvobození (křižovatka s ulicemi Vlkovská a Tišnovská), druhá vychází z první ulice Na Valech a spojuje ji s ulicí Na Babinci, třetí (jednosměrná) vychází z druhé ulice a spojuje ji s ulicí Sadová. |
| Na Vyhlídce        | 121       |         | Slepá ulice Na Vyhlídce vychází z ulice Na Sádkách. Její povrch je nově tvořen asfaltem, dříve šlo o nezpevněnou cestu. Navazuje na ni bezejmenná nezpevněná cesta, která ji spojuje s ulicí Strojní.                                                                                           |
| Na Výsluní         | 347       |         | Ulice Na Výsluní na západě města spojuje silnice II/602 a III/3928 (ulice Jihlavská a Rajhradská). |
| Náměstí Osvobození | 82        |         | Náměstí Osvobození se nachází v severní polovině města, nachází se zde opevněný kostel svatého Jana Křtitele. |
| Návrší             | 1 341     |         | Návrší je název několika ulic na východě města, vycházejících z ulice Hybešova. |
| Nová čtvrť         | 797       |         | Nová čtvrť je název několika ulic na severu města, jedna z nich spojuje ulice Vlkovská a Tišnovská, další ulice z této vycházejí. |
| Peroutkova         | 130       |         | Ulice Peroutkova je krátká jednosměrná ulice, spojuje ulice Kostelní a Hrnčířská. Není jasné, po jakém významném nositeli příjmení Peroutka byla pojmenována. |
| Pod Babincem       | 393       |         | Ulice Pod Babincem vychází z ulice K Mlýnům, kříží se s ulicí Luční a následně končí jako slepá u čistírny odpadních vod. Navazuje na ni pouze nezpevněná polní cesta. |
| Pod Hradbami       | 628       |         | Část ulice Pod Hradbami je součástí silnice II/602. Vychází z kruhového objezdu, kříží se s ulicemi Kozí, Za Potokem, Hybešova a končí na křižovatce s ulicí Jihlavská. Druhá část vychází z první části a spojuje ji s ulicí Lánice.                                                           |
| Pod Kotelnou       | 77        |         | Krátká slepá ulice Pod Kotelnou vychází z ulice U Stadionu, končí mezi dvěma budovami, jedna s čp. 761 a druhá bez čísla popisného. |
| Pod Spravedlností  | 982       |         | Ulice Pod Spravedlností vychází ze silnice I/37 (ulice Jihlavská) a končí na křižovatce se silnicí II/602 (rovněž ulice Jihlavská). Značná část této ulice je nezpevněná. |
| Průmyslová         | 176       |         | Průmyslová je nejjižnější ulicí Velké Bíteše. V blízkém okolí není žádná jiná ulice pojmenována. Vychází ze silnice II/399, navazují na ni místní účelové cesty v průmyslové zóně. |
| Rajhradská         | 400       |         | Ulice Rajhradská je součástí silnice III/3928. Vychází z ulice Jihlavská (silnice II/602) a končí na křižovatce s ulicí Na Výsluní. Byla pojmenována podle Rajhradského rybníka, kolem kterého prochází.                                                                                        |
| Růžová             | 211       |         | Ulice Růžová je součástí silnice II/602. Vychází z kruhového objezdu a končí za mostem přes potok Bítýška na křižovatce s ulicí Za Potokem. Navazuje na ni ulice Karlov. Podle ulice bylo dříve pojmenováno jedno z předměstí Velké Bíteše, tzv. Růžová ulička (Rosengasse).                    |
| Sadová             | 1 165     |         | Sadová je název několika ulic vycházejících z ulice Za Školou. Spojují ji s ulicemi Luční a Na Babinci. Jedna z ulic je jednosměrná. |
| Strmá              | 309       |         | Ulice Strmá vychází z ulice Za Potokem a končí na křižovatce s ulicemi U Kapličky a Návrší. Průjezd touto ulicí z jižní strany je zakázán. |
| Strojní            | 151       |         | Slepá ulice Strojní vychází z ulice Kpt. Jaroše (silnice I/37) a prochází kolem budov čp. 291 a 310. Navazuje na ni nezpevněná cesta. |
| Tišnovská          | 740       |         | Ulice Tišnovská začíná u náměstí Osvobození, pokračuje na sever a končí za hřbitovem. Kříží se s ulicemi Nová čtvrť, K Mlýnům a Za Školou |
| Tyršova            | 705       |         | Jednosměrná ulice Tyršova vychází z náměstí Osvobození, kříží se s ulicemi U Stadionu a Zahradní, končí na křižovatce s ulicí Lánice (silnice I/37). |
| U Dálnice          | 406       |         | U Dálnice je po ulici Průmyslová druhá nejjižnější ulice Velké Bíteše. Vychází z ulice Kpt. Jaroše a nájezdu na dálnici D1, končí jako slepá v průmyslové zóně u čp. 721. |
| U Kapličky         | 123       |         | Slepá ulice U Kapličky vychází z křižovatky ulic Návrší a Strmá. Byla pojmenována podle kaple Panny Marie, která se nachází v její blízkosti na ulici Návrší. |
| U Stadionu         | 1 200     |         | U Stadionu je název několika ulic na severozápadě města, které vycházejí z ulice Vlkovská. Jsou pojmenovány podle zimního stadionu, kolem něhož jedna z těchto ulic probíhá. |
| Vlkovská           | 1 698     |         | Vlkovská je nejdelší ulice ve Velké Bíteši. Vychází z náměstí Osvobození a pokračuje na severozápad, končí na kruhovém objezdu, který je součástí obchvatu města (silnice II/379). Navazuje na ni silnice III/3791, která vede až do Vlkova, podle nějž byla ulice Vlkovská pojmenována.        |
| Za Loukama         | 577       |         | Ulice Za Loukama je z obou stran slepá, přístupná je pouze jednou přístupovou cestou z ulice Jihlavská. Z části je nezpevněná, na západním konci na ni navazuje bezejmenná nezpevněná cesta, která ji spojuje s ulicí Rajhradská.                                                               |
| Za Potokem         | 397       |         | Ulice Za Potokem vychází z křižovatky ulic Hybešova a Pod Hradbami, kříží se s ulicí Strmá a končí v místě, kde se mění ulice Růžová na ulici Karlov. V ulici je z obou stran zakázán průjezd.                                                                                                  |
| Za Školou          | 446       |         | Ulice Za Školou vychází z ulice Na Valech, kříží se dvakrát s ulicí Sadová, ostře mění směr ze severovýchodního na západní a končí na křižovatce s ulicí Tišnovská. Byla pojmenována podle toho, že západně od ní se nachází základní škola.                                                    |
| Za Uličkami        | 196       |         | Slepá ulice Za Uličkami vychází z ulice Družstevní. Vede k domům čp. 659, 660, 687 a 688. |
| Zahradní           | 254       |         | Slepá ulice Zahradní vychází z ulice Tyršova. Nachází se v západní polovině města. |
| Zmola              | 211       |         | Slepá ulice Zmola vychází z ulice Kpt. Jaroše. Nachází se na jihu města. |